# Randy Brooks
Frederick Randolph Brooks, meglio noto come Randy Brooks (New York, 30 gennaio 1950), è un attore statunitense, principalmente attivo in ruoli televisivi.

## Biografia
È stato sposato con l'attrice Karyn Parsons dal 1987 al 1990.

## Filmografia parziale

### Cinema
- 8 milioni di modi per morire (8 Million Ways to Die), regia di Hal Ashby (1986)
- Assassination, regia di Peter Hunt (1987)
- Colors - Colori di guerra (Colors), regia di Dennis Hopper (1988)
- Le iene (Reservoir Dogs), regia di Quentin Tarantino (1992)

### Televisione
- The Seduction of Gina regia di Jerrold Freedman - film TV (1984)
- La signora in giallo (Murder, She Wrote) - serie TV, episodio 8x06 (1991)
- West Wing - Tutti gli uomini del Presidente (The West Wing) - serie TV, 20 episodi (2000-2005)